# Bunke
Pour l’article homonyme, voir Franz Bunke.
Un bunke (分家) est une branche de famille japonaise établie par un proche du honke (la lignée descendue du mâle le plus âgé). La relation honke-bunke se reflète également dans la relation entre les entreprises japonaises et leurs filiales.